# 10585 Wabi-Sabi
10585 Wabi-Sabi è un asteroide della fascia principale. Scoperto nel 1996, presenta un'orbita caratterizzata da un semiasse maggiore pari a 2,2140651 UA e da un'eccentricità di 0,0881790, inclinata di 3,31095° rispetto all'eclittica.